# Le Tonnant (1934)
Le Tonnant (Q172) – francuski oceaniczny okręt podwodny z okresu międzywojennego i II wojny światowej, jedna z 31 jednostek typu Redoutable. Okręt został zwodowany 15 grudnia 1934 roku w stoczni Société Nouvelle des Forges et Chantiers de la Méditerranée w La Seyne-sur-Mer, a do służby w Marine nationale wszedł w czerwcu 1937 roku. Podczas wojny jednostka pełniła służbę na Morzu Śródziemnym i Atlantyku, a od zawarcia zawieszenia broni między Francją a Niemcami znajdowała się pod kontrolą rządu Vichy. 15 listopada 1942 roku okręt został samozatopiony nieopodal Kadyksu po wcześniejszym uszkodzeniu przez amerykańskie samoloty.

## Projekt i budowa
„Le Tonnant” zamówiony został na podstawie programu rozbudowy floty francuskiej z lat 1928/1929. Projekt (o sygnaturze M6 ) był ulepszeniem pierwszych powojennych francuskich oceanicznych okrętów podwodnych – typu Requin. Poprawie uległa krytykowana w poprzednim typie zbyt mała prędkość osiągana na powierzchni oraz manewrowość. Okręty typu Redoutable miały duży zasięg i silne uzbrojenie; wadą była ciasnota wnętrza, która powodowała trudności w dostępie do zapasów prowiantu i amunicji. Konstruktorem okrętów był inż. Jean-Jacques Roquebert. „Le Tonnant” należał do 2. serii jednostek, które otrzymały silniki Diesla o większej mocy, dzięki czemu osiągały one na powierzchni prędkość 19 węzłów .
„Le Tonnant” zbudowany został w stoczni Société Nouvelle des Forges et Chantiers de la Méditerranée w La Seyne-sur-Mer . Stępkę okrętu położono 10 stycznia 1931 roku , a zwodowany został 15 grudnia 1934 roku.

## Dane taktyczno–techniczne
„Le Tonnant” był dużym, oceanicznym okrętem podwodnym o konstrukcji dwukadłubowej. Długość całkowita wynosiła 92,3 metra (92 metry między pionami), szerokość 8,2 metra i zanurzenie 4,7 metra. Wyporność standardowa w położeniu nawodnym wynosiła 1384 tony (normalna 1570 ton), a w zanurzeniu 2084 tony. Okręt napędzany był na powierzchni przez dwa silniki wysokoprężne Sulzer o łącznej mocy 7200 KM. Napęd podwodny zapewniały dwa silniki elektryczne o łącznej mocy 2000 KM. Dwuśrubowy układ napędowy pozwalał osiągnąć prędkość 19 węzłów na powierzchni i 10 węzłów w zanurzeniu . Zasięg wynosił 10 000 Mm przy prędkości 10 węzłów w położeniu nawodnym (lub 4000 Mm przy prędkości 17 węzłów) oraz 100 Mm przy prędkości 5 węzłów w zanurzeniu. Zbiorniki paliwa mieściły 95 ton oleju napędowego . Dopuszczalna głębokość zanurzenia wynosiła 80 metrów, a czas zanurzenia 45-50 sekund. Autonomiczność okrętu wynosiła 30 dób .
Okręt wyposażony był w siedem wyrzutni torped kalibru 550 mm: cztery na dziobie i jeden potrójny zewnętrzny aparat torpedowy. Prócz tego za kioskiem znajdował się jeden podwójny dwukalibrowy (550 lub 400 mm) aparat torpedowy . Na pokładzie było miejsce na 13 torped, w tym 11 kalibru 550 mm i dwie kalibru 400 mm . Uzbrojenie artyleryjskie stanowiło działo pokładowe kalibru 100 mm M1925 L/45 oraz zdwojone stanowisko wielkokalibrowych karabinów maszynowych Hotchkiss kalibru 13,2 mm L/76 .
Załoga okrętu składała się z 4 oficerów oraz 57 podoficerów i marynarzy.

## Służba
„Le Tonnant” został przyjęty do służby w Marine nationale 1 czerwca 1937 roku . Jednostka otrzymała numer burtowy Q172 . W momencie wybuchu II wojny światowej okręt pełnił służbę na Morzu Śródziemnym, wchodząc w skład 1. dywizjonu 3. eskadry 1. Flotylli okrętów podwodnych w Tulonie (wraz z siostrzanymi jednostkami „Le Conquérant”, „Le Glorieux” i „Le Héros”) . Dowódcą jednostki był w tym okresie kmdr ppor. J.M. Vaillant, a okręt znajdował się w remoncie, który trwał do listopada 1939 roku . 19 grudnia 1939 roku dowództwo jednostki objął kpt. mar. A.A.C.H.P. Secondant de Montesquie .
W kwietniu 1940 roku okręt stacjonował w Dakarze, z którego przez Casablankę (25 kwietnia) w eskorcie pomocniczego trałowca „Ravignan” dotarł do Gibraltaru . Stamtąd, eskortowany przez awizo „Yser”, 28 kwietnia wypłynął w rejs do Bizerty, osiągając port przeznaczenia 1 maja .
W czerwcu 1940 roku okręt znajdował się w Bizercie w składzie 1. dywizjonu okrętów podwodnych, a jego dowódcą był nadal kpt. mar. A.A.C.H.P. Secondant de Montesquie . 10 czerwca, po wypowiedzeniu wojny przez Włochy jednostka opuściła bazę, udając się na patrol . 22 czerwca, w dniu zawarcia zawieszenia broni między Francją a Niemcami, okręt przebywał w Bizercie . W wyniku jego postanowień „Le Tonnant” znalazł się pod kontrolą rządu Vichy w składzie 1. grupy okrętów podwodnych w Tulonie (wraz z „Le Conquérant”, „Le Glorieux” i „Le Héros”), gdzie został rozbrojony .
W listopadzie 1942 roku, kiedy doszło do lądowania aliantów w Afryce Północnej, „Le Tonnant” stacjonował w Casablance. Rankiem 8 listopada okręt otrzymał rozkaz zaatakowania jednostek inwazyjnych i w zanurzeniu opuścił port. Jednostka została jednak uszkodzona przez samoloty z lotniskowca USS „Ranger” i została zmuszona do ucieczki na hiszpańskie wody terytorialne. 15 listopada 1942 roku nieopodal Kadyksu na rozkaz dowódcy, kpt. mar. Maurice’a Eugene’a Leona Paumiera, załoga dokonała samozatopienia jednostki, wyrzucając ją na brzeg .